# Friedrich Franz Bauer
Friedrich Franz Bauer (ur. 1903 w Pfaffenhofen an der Ilm, zm. 1972) – niemiecki fotograf znany ze zdjęć propagandowych wykonywanych na potrzeby nazistów.

## Życiorys
Urodził się w Pfaffenhofen an der Ilm w Bawarii, gdzie w zakładzie fotograficznym swoich rodziców poznał tajniki fotografii. Dalszą naukę kontynuował w Monachium. W latach 20. i na początku lat 30. był wielokrotnie nagradzany za swoje zdjęcia. W 1930 r. wraz z młodszym bratem Karlem Ferdinandem otworzył własne studio fotograficzne w Monachium. Już w 1922 r. obaj bracia wstąpili do NSDAP i SA. Po przejściowej delegalizacji partii hitlerowskiej odnowili w niej swoje członkostwo (Karl Ferdinand w 1929 r., sam Friedrich Franz w 1930), zaś w lipcu 1933 r. obaj wstąpili do SS. Dzięki znajomości z Heinrich Himmlerem szybko awansowali na oficjalnych fotografów SS, wykonujących swe prace dla celów propagandy nazistowskiej. Z powodu trudności finansowych firma braci została w 1937 r. podporządkowana SS-WVHA i przemianowana na F. F. Bauer GmbH. W 1939 r. siedzibę przedsiębiorstwa przeniesiono do Berlina, gdzie została ulokowana w siedzibie RSHA przy oficjalnym archiwum SS.
Bauerowie uchodzili za protegowanych Himmlera i dzięki temu otrzymywali różnorodne zlecenia, m.in. na druk kart pocztowych. Ich firma stała się przede wszystkim zakładem wydawniczym, ale napięcia między braćmi, doprowadziły do zerwania współpracy F. F. Bauer GmbH z WVHA. Jednak w 1942 r. F. F. Bauer GmbH powróciło do służby WVHA. Dzięki kontaktom Friedricha Franza Bauera z Himmlerem został on ponownie przyjęty przez Oswalda Pohla do tworzonego przez niego wydawnictwa Grossdeutscher Bilderdienst (od września 1942 r. Völkischer Kunstverlag).

## Twórczość
Wśród zdjęć wykonywanych przez Bauera dominują portrety wyższych funkcjonariuszy SS i przywódców NSDAP oraz fotografie mające uzasadnić zbrodniczą politykę prowadzoną przez nazistów, m.in. „wzorowe” funkcjonowanie KL Dachau czy Akcja T4. Jego prace ukazywały się w formie albumów oraz w czasopismach: Münchner Illustrierte Presse, Illustrierter Beobachter. Zwany był „osobistym fotografem Himmlera”.

## Literatura przedmiotu
- Hermann Kaienburg: Die Wirtschaft der SS, S. 194ff, 488. Metropol-Verlag, Berlin 2003. ISBN 3-936411-04-2.
- Wrocklage, U.: Der Fotograf Friedrich Franz Bauer in den 20er und 30er Jahren. Vom Kunstfotografen zum SS-Dokumentaristen, S. 30–50 in Mayer-Gürr, D. (ed.): Fotografie & Geschichte: Timm Starl zum 60. Geburtstag, Jonas-Verlag, Marburg, 2000. ISBN 3-89445-264-1.
- Janina Struk: Photographing the Holocaust: interpretations of the evidence, I. B. Tauris, 2003 (pol. Holokaust w fotografiach)
- Janina Struk: Photographing the Holocaust: interpretations of the evidence, I. B. Tauris, 2003 (pol. Holocaust w fotografiach)
- Dachauer Hefte, Band 17–19, 2001